# Johann Wadephul

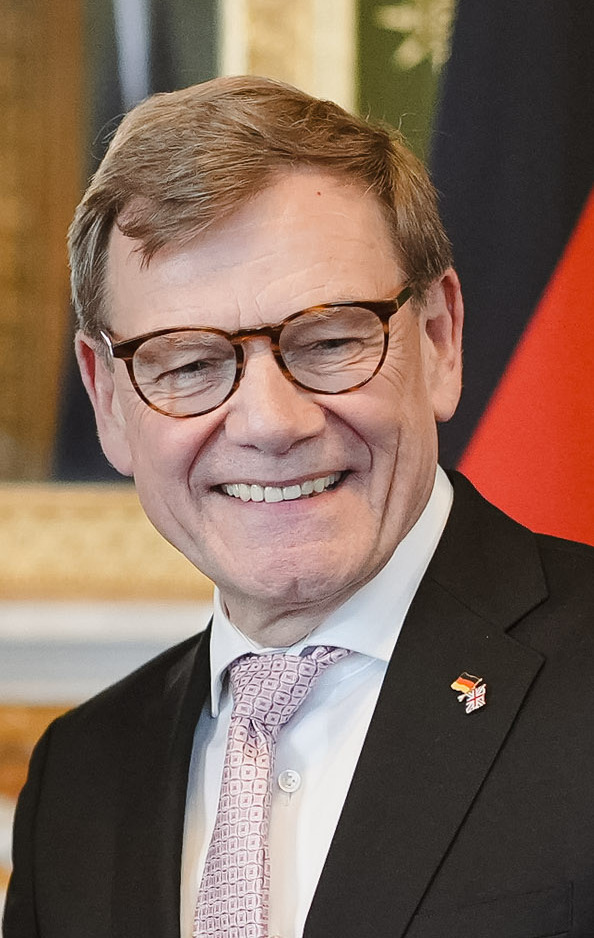
Johann Wadephul (2025)

Johann Walter David Rudolf „Jo“ Wadephul [ˈvaːdəˌfuːl] (* 10. Februar 1963 in Husum) ist ein deutscher Politiker der CDU. Er ist seit dem 6. Mai 2025 Bundesminister des Auswärtigen im Kabinett Merz.
Außerdem ist er seit 2009 Mitglied des Deutschen Bundestages, in dem er von 2017 bis Mai 2025 einer der stellvertretenden Vorsitzenden der CDU/CSU-Bundestagsfraktion war. Zuvor war er ab 2005 Vorsitzender der CDU-Fraktion im Landtag von Schleswig-Holstein.

## Leben und Beruf
Johann Wadephul wurde als Sohn der Lehrer Werner und Karin Wadephul, geb. Schäfer, in Husum an der Nordsee geboren. Er besuchte die Grundschule in Nordhastedt und anschließend die Meldorfer Gelehrtenschule, an der er im Mai 1982 das Abitur ablegte. Von 1982 bis 1986 diente Wadephul als Zeitsoldat bei der Bundeswehr und begann 1986 ein Studium der Rechtswissenschaft an der Christian-Albrechts-Universität zu Kiel, welches er im Oktober 1991 mit dem ersten juristischen Staatsexamen beendete. Von 1992 bis 1993 war Wadephul Stipendiat der Konrad-Adenauer-Stiftung und seit Februar 1993 Rechtsreferendar im Landgerichtsbezirk Kiel. 1995 legte er sein zweites Staatsexamen ab und wurde im März 1996 in Kiel bei Dieter Reuter mit einer Arbeit über Die Vereinbarungen der Betriebspartner promoviert. Seitdem ist er als Rechtsanwalt, seit 2009 als Fachanwalt für Medizinrecht und Sozialrecht tätig, derzeit in einer Kanzlei in Neumünster und Berlin.
Johann Wadephul ist evangelisch, verheiratet und hat drei Töchter. Er wohnt in Molfsee und ist Oberstleutnant der Reserve der Bundeswehr.

## Partei

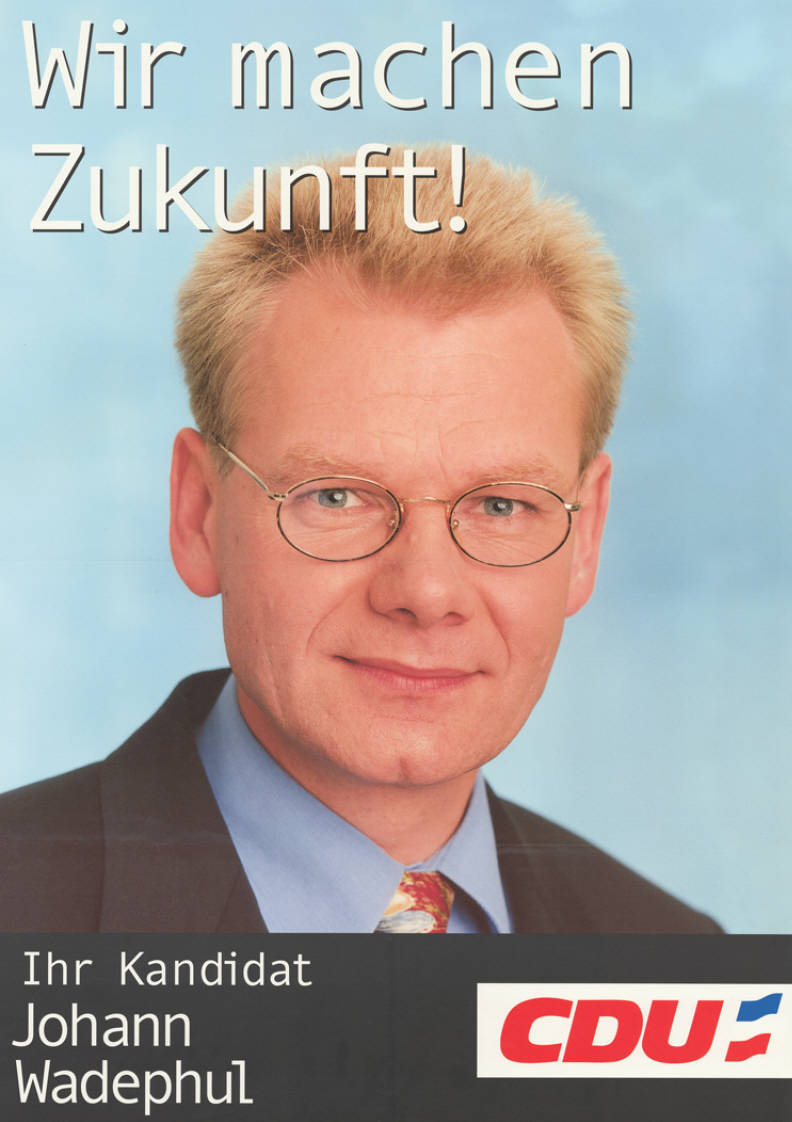
Wadephul auf einem Wahlplakat (2000)

Seit 1982 ist er Mitglied der CDU. Hier engagierte er sich zunächst in der Jungen Union und war von 1985 bis 1989 ihr Vorsitzender und seit 1996 Ehrenvorsitzender in Dithmarschen. Von 1992 bis 1996 war er Landesvorsitzender der Jungen Union Schleswig-Holstein. Ab 1993 gehörte er dem CDU-Landesvorstand in Schleswig-Holstein an. Von 1997 bis 2000 war er zunächst Generalsekretär und von 2000 bis 2002 Landesvorsitzender der CDU Schleswig-Holstein. Seit Januar 2006 ist Wadephul Kreisvorsitzender der CDU Rendsburg-Eckernförde. Von 2010 bis 2021 war er Mitglied des CDU-Bundesvorstands.

## Politische Funktionen

### Mitglied des Landtages von Schleswig-Holstein (2000–2009)
Von 2000 bis 2009 war Wadephul Mitglied des Landtages von Schleswig-Holstein. Hier wurde er sogleich Mitglied des CDU-Fraktionsvorstandes. Am 17. März 2005 wurde er zunächst zum stellvertretenden Fraktionsvorsitzenden gewählt. Am 27. April 2005 wurde er Vorsitzender der CDU-Landtagsfraktion.

### Mitglied des Bundestages (seit 2009)
Seit 2009 ist Wadephul Mitglied des Deutschen Bundestages. Bei der Bundestagswahl 2009 wurde er im Wahlkreis Rendsburg-Eckernförde mit 40,2 % der Erststimmen direkt in den Bundestag gewählt. Im 17. Bundestag war er ordentliches Mitglied im Ausschuss für Arbeit und Soziales und im Ausschuss für die Angelegenheiten der Europäischen Union. Außerdem war er Mitglied der Parlamentarischen Versammlung des Europarates.
Bei der Bundestagswahl 2013 verteidigte er seinen Wahlkreis mit 45,2 % der Erststimmen. Im 18. Bundestag führte er den Vorsitz im Ausschuss für Wahlprüfung, Immunität und Geschäftsordnung des Deutschen Bundestages und war ordentliches Mitglied im Ausschuss für Auswärtige Angelegenheiten sowie stellvertretendes Mitglied der Parlamentarischen Versammlung des Europarates. Im Auswärtigen Ausschuss war er für die CDU/CSU-Fraktion Berichterstatter für die Länder des Nahen/Mittleren Ostens, die Golfstaaten und den Iran.
Zum Ende der Wahlperiode wurde er am 7. März 2017 als Nachfolger von Ole Schröder, der sein Ausscheiden aus der Politik für die nächste Wahlperiode angekündigt hatte, zum Vorsitzenden der Schleswig-Holsteinischen CDU-Landesgruppe gewählt.
Die Bundestagswahl 2017 brachte Wadephul mit 42,7 % der Erststimmen erneut das Direktmandat in seinem Wahlkreis. Im 19. Deutschen Bundestag wurde er abermals von der Schleswig-Holsteinischen Landesgruppe der CDU-Abgeordneten zum Vorsitzenden gewählt und sodann in der CDU/CSU-Bundestagsfraktion zum stellvertretenden Fraktionsvorsitzenden, zuständig für Auswärtiges, Verteidigung, Gemeinsame Außen- und Sicherheitspolitik sowie Europarat. Er war stellvertretendes Mitglied des Ausschusses für Angelegenheiten der Europäischen Union, des Verteidigungsausschusses sowie des Auswärtigen Ausschusses und des 1. Untersuchungsausschusses des Verteidigungsausschusses.
Bei der Bundestagswahl 2021 konnte Wadephul seinen Wahlkreis nicht verteidigen, sondern verlor ihn mit 29,7 Prozent der Erststimmen gegen Sönke Rix von der SPD, der 30,8 Prozent der Erststimmen erhielt. Wadephul rückte jedoch über Platz 1 der Landesliste Schleswig-Holstein erneut in den Bundestag ein. Auch im 20. Deutschen Bundestag wurde er von der Schleswig-Holsteinischen Landesgruppe der CDU-Abgeordneten zum Vorsitzenden gewählt. In seinem Amt als stellvertretender Fraktionsvorsitzender, zuständig für Auswärtiges, Verteidigung, Gemeinsame Außen- und Sicherheitspolitik sowie Europarat, wurde er zuletzt im September 2022 bestätigt. Außerdem hat er den Vorsitz der Deutsch-Südkaukasischen Parlamentariergruppe inne und war Leiter der deutschen Delegation zur parlamentarischen Versammlung der NATO.
Bei der Bundestagswahl 2025 war Wadephul Spitzenkandidat der CDU Schleswig-Holstein. Er gewann das Direktmandat im Wahlkreis Rendsburg-Eckernförde mit 32,8 % und zog erneut in den Deutschen Bundestag ein.

### Bundesminister des Auswärtigen (seit 2025)

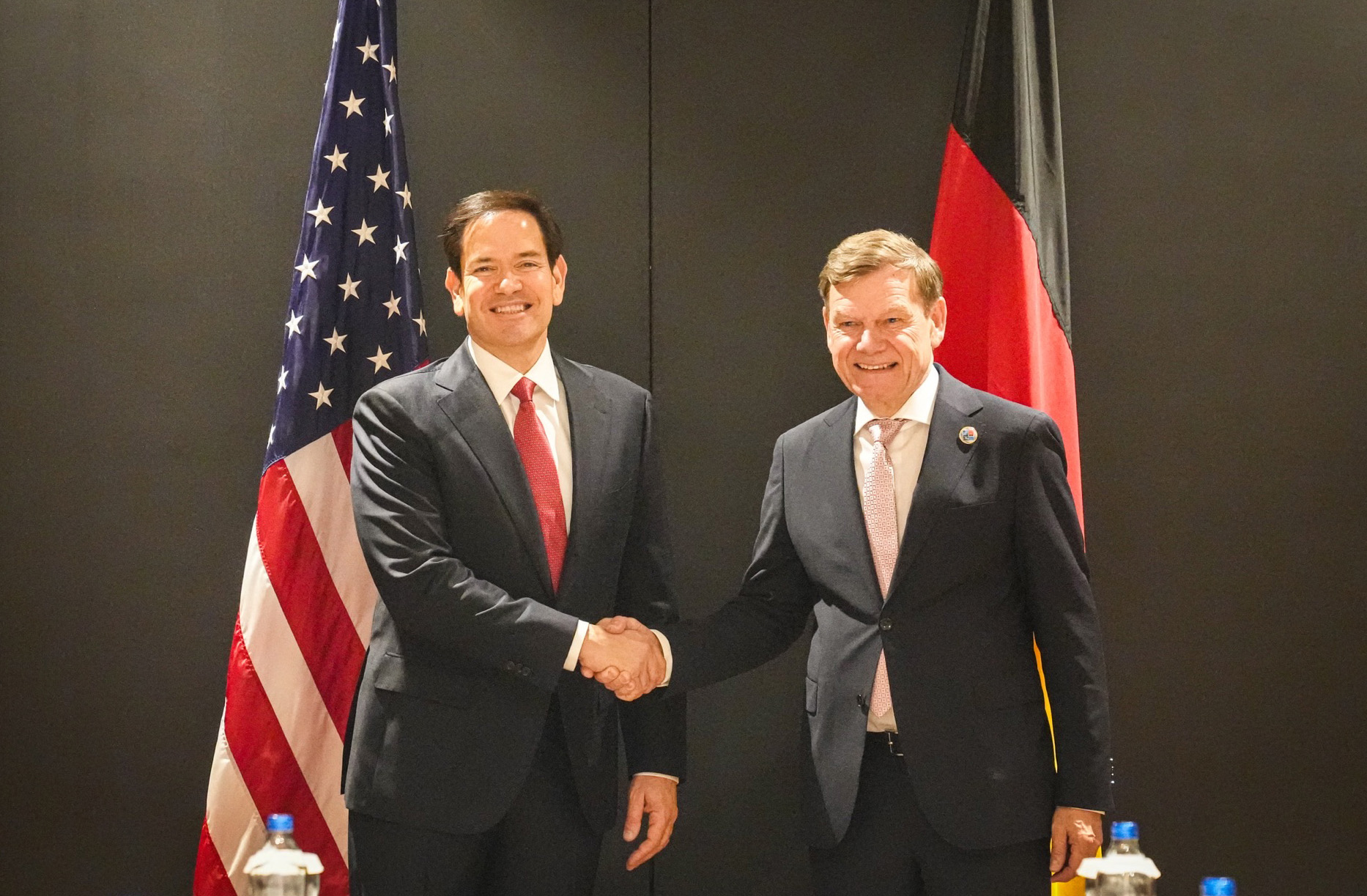
Wadephul mit dem US-Außenminister Marco Rubio (2025)

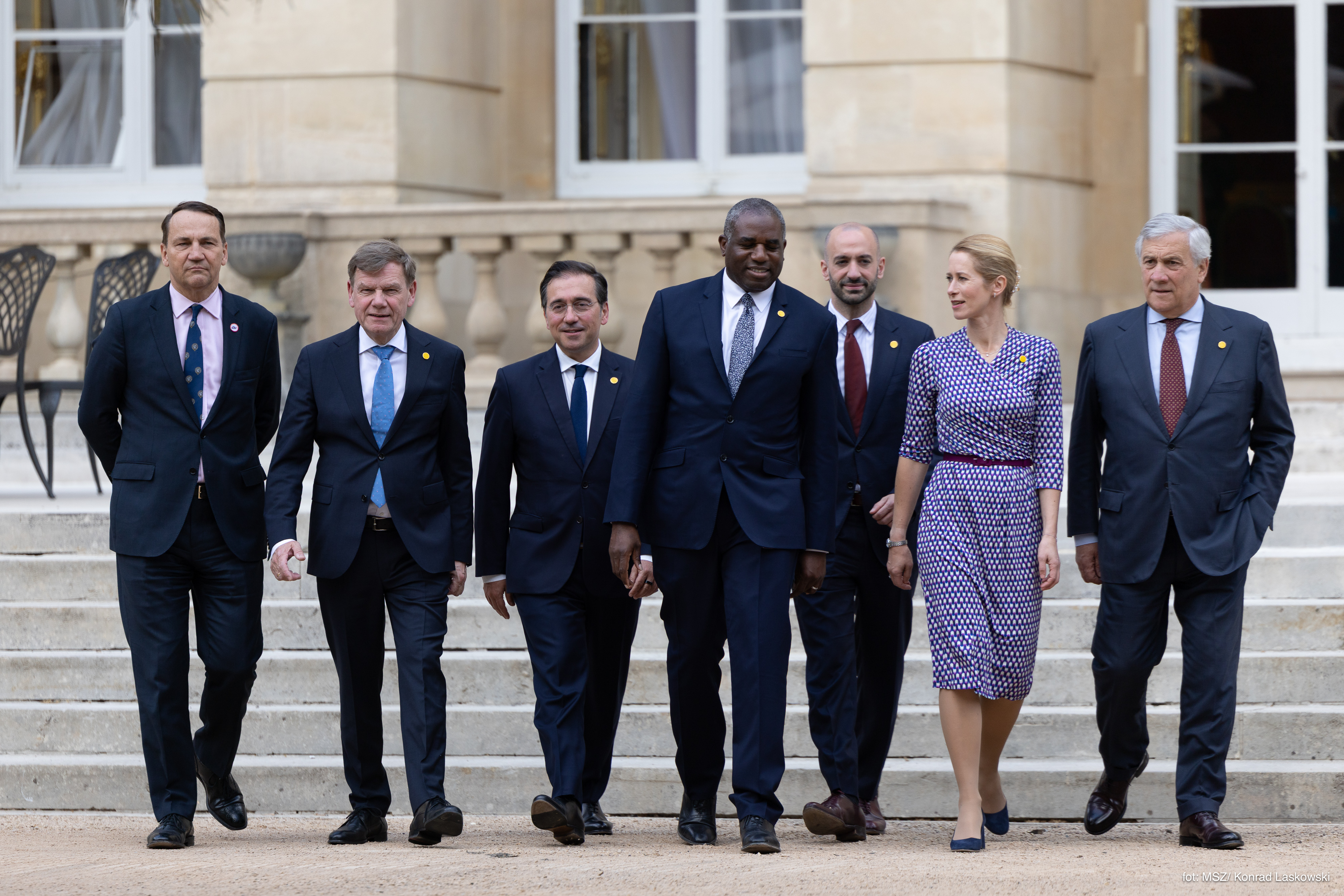
Wadephul und europäische Amtskollegen bei der Ukraine-Konferenz im Mai 2025 in London

Am 6. Mai 2025 wurde Wadephul als erster Politiker aus der CDU seit Gerhard Schröder 1966 zum Bundesminister des Auswärtigen im Kabinett Merz ernannt. Die Tatsache, dass Bundeskanzler und Außenminister erstmals seit sechs Jahrzehnten der gleichen Partei angehören, wurde teilweise als Versuch der Vermeidung parteipolitischer Konflikte mit dem Kanzleramt gedeutet. Wadephuls erste Auslandsreisen führten ihn zusammen mit Bundeskanzler Merz zu Antrittsbesuchen nach Paris und Warschau, kurz darauf auch nach Kyiv, wo er auch mit dem ukrainischen Ministerpräsidenten Schmyhal zusammentraf. Der erste außereuropäische Staatsbesuch führte den Minister am 10. Mai 2025 nach Israel und zur palästinensischen Autonomiebehörde in Ramallah. Nach einem Treffen mit seinem Amtskollegen Sa’ar erklärte Wadephul, Deutschland müsse den US-amerikanischen Vorschlag, Hilfslieferungen für die Zivilbevölkerung Gazas von privaten Unternehmen abwickeln lassen, prüfen. Israels positive Haltung zu diesem Vorschlag bezeuge, dass dem Land bei seiner monatelangen Blockade von Nahrungs- und Arzneilieferungen nach Gaza kein völkerrechtswidriges Verhalten vorzuwerfen sei. Bei einem Treffen mit Premierminister Benjamin Netanjahu betonte dieser die exzellenten Beziehungen zwischen den beiden Ländern. Wadephul äußerte Zweifel, ob das derzeitige israelische Vorgehen im Gazastreifen im langfristigen Interesse Israels liege und betonte, dass das palästinensische Gebiet nicht langfristig besetzt werden könne. Grundsätzlich stellte er andererseits klar: „Dennoch ist es dringend notwendig, dass die Hamas entwaffnet wird und dass sie die militärische Kontrolle über Gaza nicht weiter haben kann. [...] Israel hat ein absolut berechtigtes Sicherheitsinteresse [...] Deutschland wird hier ganz klar an der Seite Israels stehen.“

## Politische Positionen

### Gleichgeschlechtliche Ehe
Wadephul stimmte im Juni 2017 im Bundestag entgegen der großen Mehrheit seiner Fraktion für die Einführung der gleichgeschlechtlichen Ehe.

### Russisch-Ukrainischer Krieg
Im Mai 2023 sprach er sich in einem Interview mit dem Tagesspiegel dafür aus, der Ukraine den Einsatz deutscher Waffen auf Ziele in Russland zu erlauben.

### Nahostkonflikt
Während des Kriegs in Israel und Gaza seit 2023 plädierte Wadephul für eine Fortführung der deutschen Waffenlieferungen an Israel. Es sei eine „logische Konsequenz“ aus der deutschen Staatsräson, „dass wir Israel niemals Waffen zur Selbstverteidigung verweigern“. Deutschland solle außerdem all seine diplomatischen Mittel einsetzen, um „Israel zu schützen, Bedrohungen abzumildern, Israels Recht zur Selbstverteidigung in internationalen Foren zu bekräftigen und es bei Bedarf zu verteidigen“. Während die Vorgehensweise Israels auf dem Gebiet des Gazastreifens, bereits Ende 2024 vom Hohen Kommissar der Vereinten Nationen für Menschenrechte scharf verurteilt wurde, war Wadephul noch im Juni 2025 der Auffassung Deutschland müsse die Übergriffe „akzeptieren“, so lange Israel diese für „notwendig“ halte (Zitat: "Sie haben uns gesagt, dass das aus ihrer Sicht notwendig ist – und das müssen wir so akzeptieren").
Als der Konflikt, während des Israelisch-iranischer Krieges eskalierte, zeigte Wadephul darüber hinaus Verständnis für die Angriffe Israels auf den Iran. Zum Zeitpunkt seiner Stellungnahme bewerteten nicht nur die Vereinten Nationen, sondern auch deutsche Strafrechtsexperten, wie Kai Ambos, die als Präventivschlag dargestellten Angriffe Israels, als klar völkerrechtswidrig.

### Gleichstellung der Geschlechter
Wadephul ist nicht an der Fortführung einer feministischen Außenpolitik interessiert und wird sich nicht aktiv für die Umsetzung der auf der UN-Resolution 1325 basierende Agenda „Frauen-Frieden-Sicherheit“ einsetzen. In seiner Amtsantrittsrede wendete er sich an seine Vorgängerin Annalena Baerbock, die sich für die Umsetzung feministischer Außenpolitik eingesetzt hatte, und sagte nicht nur, dass sie gute Arbeit geleistet habe, sondern auch, dass sie jetzt: „Ein bisschen Zeit [habe], auch mit den beiden Töchtern etwas Neues zu entdecken und ein bisschen mal abzuschalten.“

## Sonstiges
Im Februar 2025 wurde Wadephul von den russischen Fake-Anrufern Vovan und Lexus kontaktiert, die vorgaben, Mitarbeiter des ukrainischen Präsidenten Wolodymyr Selenskyj zu sein. In dem 20-minütigen Anruf sprach er über die militärische Unterstützung und die mögliche Lieferung von Taurus-Marschflugkörpern. Ferner sagte er, Russland werde „immer ein Feind und eine Gefahr für unsere europäische Sicherheit sein“. In den vergangenen Jahren fielen auf die Anrufe des Duos (bürgerlich Wladimir Kusnezow und Alexei Stoljarow) bereits andere Politiker wie Angela Merkel, Robert Habeck, Giorgia Meloni und Andrzej Duda herein.

## Mitgliedschaften
Wadephul war stellvertretender Vorsitzender der Hermann Ehlers Stiftung. Er ist Mitglied der überparteilichen Europa-Union Deutschland und der Europa-Union Parlamentariergruppe Deutscher Bundestag.
Er war Mitglied im Beirat der Deutsch-Palästinensischen Gesellschaft.

## Schriften
- Die Vereinbarungen der Betriebspartner. Eine Untersuchung der Grenzen der Regelungsbefugnis vor dem Hintergrund der Richtlinien gem. § 28 SprAuG. (Kiel, Univ., Diss., 1996).